# Sugar Loaf Cay
Sugar Loaf Cay är en ö i Bahamas.   Den ligger i distriktet Central Abaco District, i den norra delen av landet, 170 km norr om huvudstaden Nassau.